# Gustav Rienäcker
 (juillet 2025).
Gustav Wilhelm Ferdinand Rienäcker (né le 16 août 1861 à Blankenburg et mort le 13 juillet 1935 à Munich) est un peintre et un professeur d'art allemand.

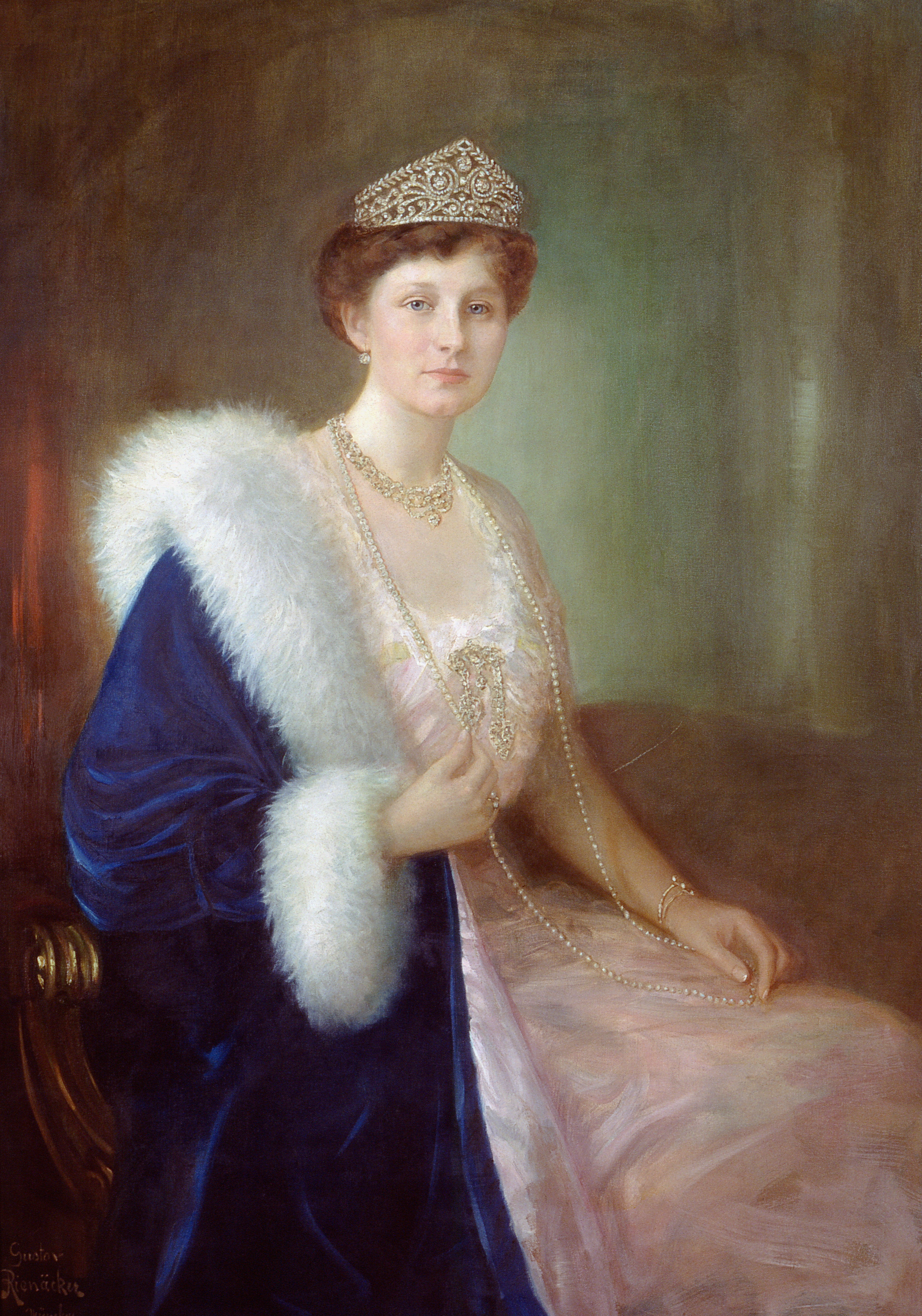
Gustav Rienäcker
Victoria-Louise de Prusse, 1913.

## Biographie
Portraitiste reconnu, Rienäcker est aussi l'auteur de plusieurs paysages et autres natures mortes. Certaines de ses œuvres sont aujourd'hui exposées dans des collections publiques.